# Yuka Ueno
Yuka Ueno (født 28. februar 2001) er en japansk fægter.
Ved sommer-ungdoms-OL i 2018 vandt hun floret efter at have besejret Martina Favaretto 15-12 i finalen.
Under sommer-OL 2020 i Tokyo, som blev afholdt i 2021, blev hun elimineret i kvartfinalen i den individuelle konkurrence.
Hun var en del af det japanske hold, der vandt bronze i fleuret ved sommer-OL 2024.